# Karin Enström
Karin Märta Elisabeth Enström, född Landerholm 23 mars 1966 i Helga Trefaldighets församling i Uppsala, är en svensk politiker (moderat) och yrkesofficer. Hon är ordinarie riksdagsledamot sedan 1998, invald för Stockholms läns valkrets, och sedan den 19 oktober 2022 även Moderaternas partisekreterare. 2012–2014 var hon försvarsminister i regeringen Reinfeldt.

## Biografi
Enström är dotter till Staffan Landerholm, överläkare vid Enköpings lasarett, och Olena Tingdahl samt syster till Henrik Landerholm och till Louise Landerholm Bill, som är gift med Per Bill.
Enström avlade officersexamen 1987, genomgick Krigshögskolans allmänna kurs 1988 och dess högre kurs 1993 och är kapten i Amfibiekåren.

## Politisk karriär
Enström blev ledamot av kommunfullmäktige i Vaxholms kommun 1994, ett uppdrag som hon lämnade i samband med att hon blev försvarsminister 2012. Hon var också Vaxholms kommunfullmäktiges ordförande 2002–2006, 2010–2012, 2014–2018 samt 2018–2022.
Hon är ordinarie riksdagsledamot sedan 1998, invald för Stockholms läns valkrets. Hon var suppleant i bland annat utrikesutskottet 1998–2002 och ledamot av försvarsutskottet 2002–2010. Från 2008 till 2012 var hon ordförande i försvarsberedningen. Efter riksdagsvalet 2010 blev hon ordförande i utrikesutskottet och ledamot av Utrikesnämnden. Dessa poster hade hon fram till 2012 då hon blev försvarsminister (se nedan).
Efter att regeringen avgått som en följd av riksdagsvalet 2014 var Enström 2014–2017 vice ordförande i utrikesutskottet. 2017–2019 var hon Moderaternas gruppledare i EU-nämnden, och 2019–2022 var hon ordförande i konstitutionsutskottet. Efter riksdagsvalet 2022 blev hon Moderaternas partisekreterare.

### Försvarsminister
I april 2012 utsågs Enström till försvarsminister efter att hennes företrädare Sten Tolgfors avgått i samband med projekt Simoom, ett vapensamarbete mellan Sverige och Saudiarabien. Frågan om projekt Simoom fick stor uppmärksamhet i svensk media i samband med ett reportage av Sveriges Radios Ekoredaktion där Jan-Olof Lind, generaldirektör för Totalförsvarets forskningsinstitut, bestämt förnekade kännedom om både projektet och det bulvanföretag, Swedish Security Technology & Innovation (SSTI), som hade upprättats för att genomföra projektet. På inrådan av Karin Enström förlängde regeringen Reinfeldt den 28 juni 2012 Jan-Olof Linds förordnande ytterligare sex år.